# Flumet
Flumet település Franciaországban, Savoie megyében. Lakosainak száma 798 fő (2022. január 1.). Flumet La Giettaz, Notre-Dame-de-Bellecombe, Saint-Nicolas-la-Chapelle és Praz-sur-Arly községekkel határos.

## Népesség
A település népességének változása:
| Lakosok száma | 813  | 810  | 841  | 810  | 808  | 802  | 796  | 797  | 798  |
|               | 2013 | 2015 | 2016 | 2017 | 2018 | 2019 | 2020 | 2021 | 2022 |